# Агрегатний метод ремонту
Агрега́тний ме́тод ремо́нту (рос. агрегатный метод ремонта; англ. assembly repair method; нім. Aggregatreparaturmethode f) — знеособлений метод ремонту, при якому несправні аґреґати заміняються новими або раніше відремонтованими. Аналог - блочний метод ремонту.

## Загальний опис
Агрегатний спосіб ремонту машин та механізмів заснований на заміні окремих блоків, що вийшли з ладу, справними. Для зберігання робочих блоків організовують спеціальний обмінний фонд. Несправні агрегати (блоки) замінюють на справні безпосередньо на ремонтованому об'єкті. Це максимально скорочує час, який витрачається на ремонт — він включає тільки зняття несправного агрегату та заміну його справним, взятим в обмінному фонді.
Зняті непрацездатні складальні одиниці направляють на ремонт у спеціалізованих майстернях або підприємствах.
Відремонтовані і протестовані складальні одиниці (агрегати, блоки) направляють у обмінний фонд.

## Інтернет-ресурси
- Агрегатний метод ремонту
- Глобчак, М. В.; Мастикаш, О. Л.; Борис, М. М. (13 серпня 2022). ПРИКЛАДНІ ЗАСАДИ ЗАСТОСУВАННЯ МАТЕМАТИЧНИХ МЕТОДІВ У ДОСЛІДЖЕННІ ВЗАЄМОДІЇ ПУНКТІВ РЕМОНТУ АВТОТРАНСПОРТНИХ ЗАСОБІВ. Наукові нотатки (укр.). № 73. с. 157—165. doi:10.36910/775.24153966.2022.73.23. ISSN 2415-3966. Процитовано 2 січня 2024.